# AEG DJ.I
AEG DJ.I – niemiecki samolot myśliwski z okresu I wojny światowej.

## Historia
Samolot został opracowany w wytwórni AEG, jako kolejna konstrukcja samolotu dla lotnictwa niemieckiego, przy czym był on wersja rozwojową samolotu AEG PE, jednak był to już klasyczny dwupłat. W myśl koncepcji miał to być opancerzony samolot myśliwski do współpracy z wojskami lądowymi. 
Wyprodukowano trzy prototypy tego samolotu oznaczonego jako DJ.I, dwa pierwsze prototypy zostały wyposażone w silniki Benz Bz.IIIb o mocy 195 KM, a trzeci w silniki Maybach Mb.IVa o mocy 240 KM. Pierwszy loty samolotu odbyły się we wrześniu 1918 roku. 
W czasie gdy trwały próby fabryczne samolotu nastąpiło podpisanie rozejmu między Cesarstwem Niemieckim a państwami Ententy. Wówczas zaniechano dalszych prac nad tym samolotem.

## Użycie w lotnictwie
Prototypy samolotu AEG DJ.I był używany tylko do prób fabrycznych. 

## Opis techniczny
Samolot AEG DJ.I był dwupłatem o konstrukcji mieszanej. 
Kadłub miał konstrukcję drewnianą, kratownicową, przednia część kryta był blachą aluminiową. Płaty miały konstrukcję wykonana z rurek duraluminiowych i były kryte płótnem. W kadłub w przedniej części mieścił się silnik widlasty, a za nim jednomiejscowa kabina pilota oraz zbiorniki paliwa. W kadłubie umieszczono również dwa zsynchronizowane ze sobą karabiny maszynowe kal. 7,92 mm.
Podwozie było stałe, klasyczne z płetwą ogonową. 
Napęd stanowiły silnik widlasty, 8-cylindrowy, o mocy 195 KM (w dwóch prototypach) lub silnik rzędowy 6-cylinrowy o mocy 240 KM (w trzecim prototypie).